# Jan Backx (schip, 1938)
De Jan Backx was een passagiersschip dat in haar nadagen voor de wal in de Parkhaven van Rotterdam werd ingezet als schoolschip voor de havenvakschool en internaat voor de Zeevaartschool Rotterdam. Het was genoemd naar dr.J.Ph. Backx (1903-1982), die in die tijd veel voor de Rotterdamse haven betekende als directeur van Thomsen's Havenbedrijf en later als voorzitter van de Scheepvaartvereniging Zuid. Het schip werd na een verbouwing bij de Verolme Dok en Scheepsbouw Maatschappij op Rozenburg gebruikt als leslokaal en werkplaats.
Ter gelegenheid van de ingebruikname van het schip door mevrouw H.F.M.E. Bennink Backx-Benning werd een penning geslagen.

## Geschiedenis
- Het schip werd in mei 1938 als CILICIA opgeleverd door een scheepswerf in Schotland en ingezet op de route Engeland - India/Pakistan.
- 31-8-1939 Na iets meer dan een jaar werd het gevorderd door de Britse Admiraliteit en verbouwd tot hulpkruiser.
- 9-10-1939 Na de verbouwing in dienst gesteld als CILICIA (F54). Het kreeg als bewapening: 8x 152mm en 2x 76mm geschut.
- 10-1939 t/m 10-1940 Ingezet in de Zuid Atlantische Oceaan.
- 11-1940 t/m 2-1941 Voer het patrouilles in Noord en West.
- 5-1943 t/m 2-1944 West-Afrika.
- 16-2-1944 Kwam het schip in dienst bij Ministry of War Transport (MoWT) als troepentransportschip.
- 1946 Terug bij de Anchor Line Ltd., Glasgow en het gaat weer varen onder haar oude naam CILICIA
- 1965 Verkocht aan de Moor Line Ltd.,Glasgow, in beheer bij W. Runciman & Co.
- 1966 Verkocht aan de Stichting Vervoer en Havenopleidingen, Rotterdam, herdoopt JAN BACKX, die het in gebruik nam als opleidingsschip en internaat voor de wal in de Parkhaven in Rotterdam.
- 1980 Verkocht voor sloop naar Spanje
- 8-8-1980 Vertrokken met een opnieuw in de oude kleur zwart geschilderde schoorsteen, onder de oude naam CILICIA, achter de sleepboot Zwarte Zee naar Bilbao
- 1980 Gesloopt in Bilbao.[3]